# Abudwak
Abudwak (o Caabudwaaq) è un centro abitato della Somalia, situato nella regione del Galgudud.